# Обіцянка (фільм, 2001)
Обіцянка (англ. The Pledge) — американський трилер 2001 року.

## Сюжет
Детектив відділу з розслідування вбивств Джері Блек виходить на пенсію. Останній робочий день Джері закінчується прощальною вечіркою, де колеги дарують йому квиток на літак до Мексики, де Блек давно мріяв порибалити. У цей же самий час в горах знаходять знівечений труп восьмирічної дівчинки. Джеррі виїжджає на місце злочину. Він бере на себе важкий обов'язок повідомити батькам про те, що їх дитину безжально вбили. Мати дівчинки вимагає від Блека пообіцяти, що він обов'язково знайде вбивцю. І Джеррі дає цю обіцянку, ще не уявляючи, що це назавжди змінить його життя.

## У ролях
| Актор             | Роль             |
| ----------------- | ---------------- |
| Джек Ніколсон     | Джеррі Блек      |
| Бенісіо Дель Торо | Тобі Джей Ведена |
| Патрісія Кларксон | Маргарет Ларсен  |
| Аарон Екхарт      | Стен Кролак      |
| Гелен Міррен      | доктор           |
| Том Нунан         | Гері Джексон     |
| Робін Райт        | Лорі             |
| Ванесса Редгрейв  | Анналіза Гансен  |
| Міккі Рурк        | Джим Олстад      |
| Сем Шепард        | Ерік Поллак      |
| Гаррі Дін Стентон | Флойд Кейдж      |
| Дейл Діккі        | Стром            |
| Лоїс Сміт         | Гелен Джексон    |
| Полін Робертс     | Кріссі           |